# Урочище Боромля
Уро́чище Боро́мля (укр. Урочище Боромля) — часть Сеймского регионального ландшафтного парка (с 1995 года), зоологический памятник природы общегосударственного значения (1975-1995), расположенный на территории Конотопского района (Сумская область, Украина). 
Площадь — 55 га.

## История
Статус памятника природы был присвоен постановлением Совета министров УССР от 14.10.75 N 780-р. В 1995 году после создания Сеймского регионального ландшафтного парка урочище было включено в его состав.

## Описание
Природоохранный объект создан с целью охраны урочища на левом берегу реки Сейм. Местность представлена меандрированным руслом Сейма и множеством стариц. Памятник природы занимает квадраты 102 (уч. 1-9, 11-12), 103 (уч. 1-8, 12) Новомутинского лесничества на территории Хижковского сельсовета — между селами Хижки, Прилужье и Камень.
Ближайший населённый пункт — село Хижки, город — Конотоп.

## Природа
Растительность представлена лиственными (пойменная дубрава) лесами, луговой и болотной типами растительности. Леса представлены доминирующими дубами, клёнами и липами. Здесь встречаются 400—500-летние дубы. По берегам водоемов растут кустарники и осока.
Является местом гнездования лесных и водоплавающих птиц. В урочище обитают косули, дикие свиньи, бобры, заяц серый, куница лесная, барсук, выдра речная, лисица рыжая, лось. Здесь встречаются такие птицы цапля серая, грачи, скворцы, сойки, дрозды, дятлы.